# Citânia de Briteiros

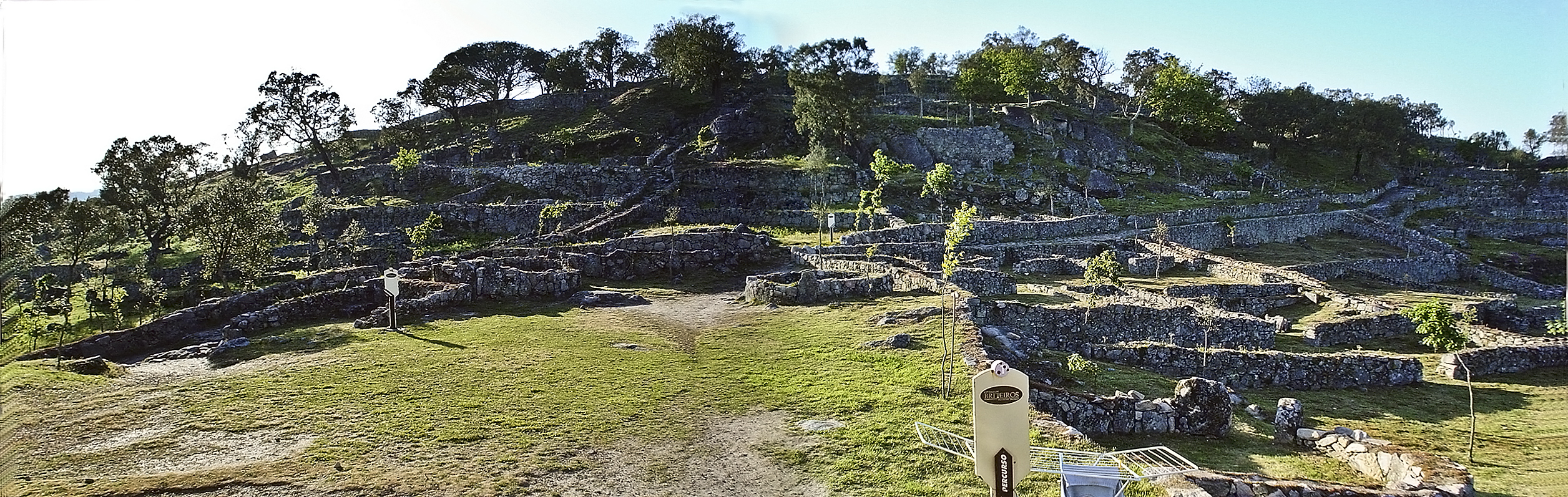
Veduta panoramica del sito

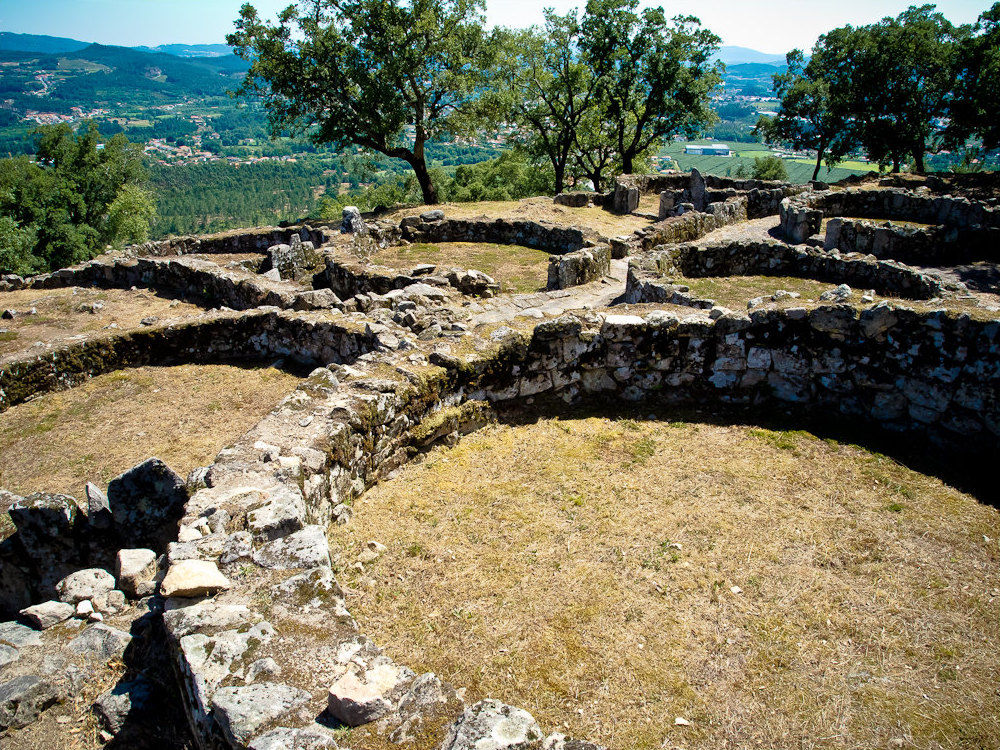
Resti del sito

Citânia de Briteiros è un sito archeologico del Portogallo nord-orientale, situato nella freguesia di Briteiros São Salvador e Briteiros Santa Leocádia, nel territorio comunale di Guimarães (distretto di Braga) e, più precisamente, in cima al monte São Romão: si tratta dei resti di un'antica città e/o di un forte risalente all'Età del Bronzo, all'Età del Ferro, cioè della cosiddetta Castrocultura, e al Medioevo, portato alla luce negli anni 1874/1875 dall'archeologo Francisco Martins Sarmento (1833-1899).
Il sito, annoverato nel Patrimonio culturale dal 1910, costituisce il più grande insediamento celtibero del Paese.

## Descrizione
Il sito si trova a metà strada tra Braga e Guimarães, a circa 14/15 km a nord di quest'ultima ed è ubicato ad un'altitudine di 491 m s.l.m..

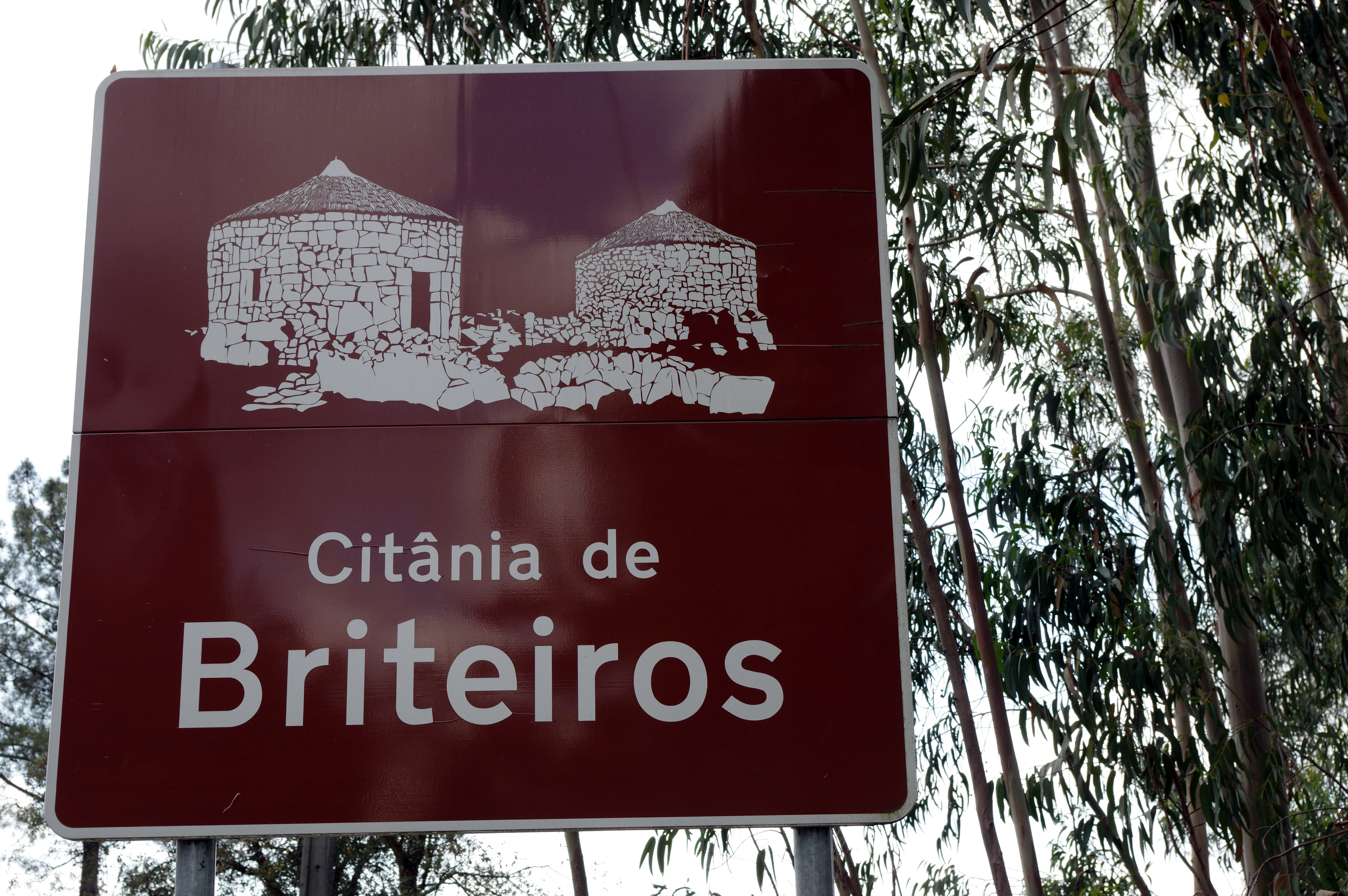
Indicazione del sito

Il sito ricopre un'area di 24 ettari e consta di 150 abitazioni, alcune delle quali ricostruite ed è un esempio tipico di un castro del Portogallo nord-orientale.

## Storia

### Scavi
Nel 1874 l'archeologo Francisco Martins Sarmento acquisì il terreno per iniziare a procedere agli scavi.

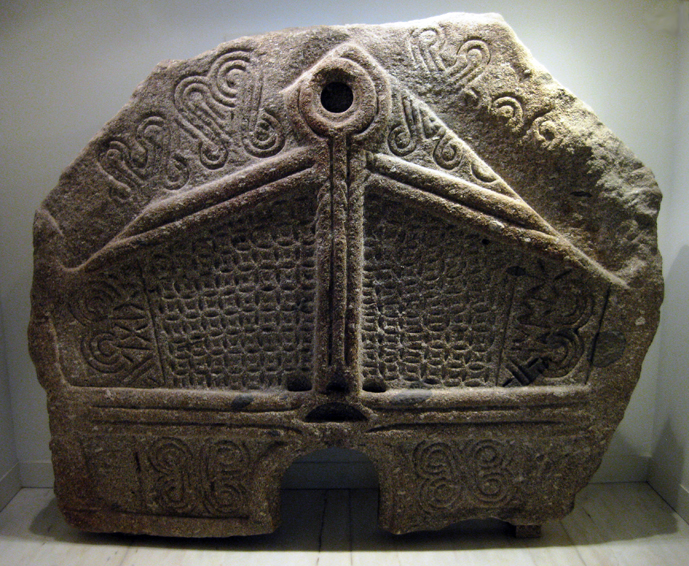
Pedra Formosa ritrovata negli scavi di Citânia de Briteiros

Tra la fine del XIX secolo e la metà del XX secolo, furono scavati 7 ettari del sito.
Nel 1930 furono rinvenuti nel sito i resti di un antico forno crematorio, la cui facciata è costituita da una stele pentagonale, su cui sono raffigurate due croci uncinate.